# Uruñuela
Uruñuela és un municipi de la Rioja, a la regió de la Rioja Alta.

## Història
Apareix nomenada en diferents documents com Eruñuela, Oriñuela, Oroñuela i Uruñuela. Va ser fundada en el segle x, pel rei Garcia IV Sanxes III de Navarra "el de Nájera" amb l'objectiu de repoblar les terres riojanes després de la invasió musulmana. En un document de 1052, conservat a l'arxiu General de Simancas, es fa el primer esment d'Uruñuela, citant la desapareguda església de Sant Sebastià entre les agregades a Santa María la Real de Nájera "herditatem Sant Sebastià de Eruñuela".
En 1367 es va veure embolicada en la batalla de Nájera entre Pere I de Castella "el Cruel" i Enric de Trastámara. D'ella va sortir Pere vencedor, però dos anys més tard aquest era assassinat per Enric, que va ocupar el tron de Castella i va recompensar als seus seguidors, entre ells Diego López Manrique que va rebre Uruñuela entre altres viles, quedant en mans d'aquesta família durant diversos segles.
Va estar inclosa en els mayorazgos que van deixar Pedro Fernández II de Velasco i Beatriz Manrique a la seva descendència, segons indica una escriptura de 14 d'abril de 1458. El 1518 seguia en mans dels Manrique, ja que se sap de plets mantinguts entre Luis Manrique i el seu germà per les terres de Uruñuela i Alesanco. Carles I li va atorgar el títol de vila, pel suport que el poble va prestar a Antonio Manrique de Lara, segon Duc de Nájera, per a prendre el castell de Malpica de Nájera després de ser ocupat pels comuners.